# P.V. Glob
Peter Vilhelm Glob (født 20. februar 1911 i Kalundborg, død 20. juli 1985) var en dansk arkæolog, professor, dr.phil. samt direktør for Nationalmuseet og rigsantikvar 1960-1981. Søn af maleren Johannes Glob.
P. V. Glob var den første elev af den nyudnævnte professor i arkæologi ved Københavns Universitet Johannes Brøndsted. Globs disputats "Studier over den jyske enkeltgravskultur" udkom som et bind af Aarbøger for nordisk Oldkyndighed og Historie i 1944 og fik stor international betydning.

## De tidlige år i København
I Nationalmuseets afdeling for forhistorisk arkæologi stod P. V. Glob bl.a. for udgravningen af en af landets ældste bopladser fra bondestenalder, Barkær på Djursland. Allerede i sin barndom var P.V. Glob blevet opmærksom på stedet i form af en stensat grav. Mindre undersøgelser fandt sted i 1940, men først fra 1947 til 1949 skete den fuldstændige udgravning. Glob tolkede i første omgang Barkær som en boplads med to langhuse opdelt i skillerum, der kunne afspejle antallet af bosatte familier. Siden ændrede han opfattelse og tolkede nu Barkær som dødehuse, en forgænger for dysserne. Glob var også involveret i de mangeårige udgravninger af den befæstede jernalderlandsby i Borremose (1935-1945), hvor han var Johannes Brøndsteds højre hånd og daglige leder. Af andre undersøgelser kan nævnes undersøgelserne af storhøjen i Slots Bjergby i 1945-1947.

## Professor og museumsleder i Aarhus
I 1949 blev P. V. Glob udnævnt som professor og leder af Aarhus Museum - det som snart efter skulle blive til Forhistorisk Museum. Dengang lå museet i Mølleparken i Århus (i dag kulturstedet "Huset"). Glob havde visioner om at skabe et kulturhistorisk forskningscenter, der kunne øge forståelsen af menneskelivets mangfoldighed. Med professor og museumsleder P.V. Globs ansættelse i Aarhus bredte den arkæologiske forskning sig både inden og uden for Danmarks grænser.
Under en udgravning i Vestgrønland fik Glob tilsendt et brev med en tilladelse fra sheiken på Bahrain til at påbegynde arbejdet på øen. Han havde da lige læst et orientalsk ordsprog, der sagde, at en god jagtfalk er lige så meget værd som et pænt antal fuldblodsheste, endog ti gange så meget som mange skønne, unge kvinder. Fluks gik Glob ud for at fange en vestgrønlandsk, hvid falk, og da sheiken af Bahrain senere modtog falken med den for øen sjældne hvide fjerpragt, blev Glob og danskerne budt velkommen med åbne arme. Dette blev indledningen til et mangeårigt arkæologisk engagement i mellemøstlig arkæologi. I 1953 påbegyndte nogle ansatte med Glob i spidsen en række arkæologiske udgravninger langs den Persiske Golf, her i blandt på øen Bahrain. Dette arbejde stod på gennem flere årtier. P.V. Glob insisterede på, at kun igennem et globalt perspektiv kunne den historiske og kulturelle udvikling i små lande som Danmark og Bahrain forstås.
Af andre berømte fund og undersøgelser kan nævnes fundet af Grauballemanden og flere udgravningerne omkring guldhornenes fundsteder i Gallehus ved Møgeltønder.

## Rigsarkivar og direktør for Nationalmuseet
10. september 1970 var den officielle åbning for det nuværende museum på herregården Moesgård der samtidig er en institution for forskning, formidling og undervisning i universitetsregi, men allerede længe før dette, d. 1. november 1960, havde Globs fantastiske karriere bragt ham til København som Rigsantikvar og direktør for Nationalmuseet. Det blev derfor i stedet Glob's efterfølger, professor Ole Klindt-Jensen, som fik æren af at virkeliggøre drømmen.
I København fortsatte Glob med at arbejde på at bringe kulturforskningen sammen og ud til folket. Således medvirkede han til at Staten opkøbte og fredede flere af de nedlagte fabriksanlæg i den naturskønne Mølleådalen nord for byen. Tanken var at hele museet med tiden skulle flyttes derud. Dette blev aldrig realiseret, men fabriksanlægget i Brede fungerer/har fungeret som særudstillingslokaler og i Ørholm har museet i dag indrettet magasiner.
P.V. Glob indledte i løbet af 1970'erne også et samarbejde med Kgl. Hofjuveler Ove Dragsted om fremstillingen af et nyt sæt rekonstruktioner af guldhornene — i ægte guld og snoede som kohorn — og som blev færdige i 1979.
Glob var en besjælet formidler som både i skrift og tale kunne tryllebinde sit publikum lige som hans evne til at udleve eventyret fascinerede. Mange af hans skrifter er derfor oversat til fremmede sprog og ved budskabet om hans død i 1985 blev der derfor publiceret nekrologer i adskillige udenlandske aviser - en ære kun få danske er beskåret.

## Af P.V. Globs Forfatterskab
- Studier over den jyske enkeltgravskultur, Aarbøger for nordisk Oldkyndighed og Historie 1944
- Ard og Plov i Nordens Oldtid, Jysk Arkæologisk Selskabs Skrifter Bind 1, Aarhus 1951.
- Mosefolket, København 1965, ISBN 87-00-20201-0.
- Danske oldtidsminder, København 1967 (første udgave udkom 1942).
- Al-Bahrain : de danske ekspeditioner til oldtidens Dilmun, 1968.
- Helleristninger i Danmark, 1969.
- Højfolket, 1970, ISBN 87-00-12311-0.
- Til Guden på et Helligt Bjerg, 1971, ISBN 87-00-98801-4.
- Globs brændevinsbog, Århus 1972, ISBN 87-85160-11-3.
- "De dødes lange huse", Skalk nr 6 (1975), s. 10-14.

## Om P.V. Glob
- Kuml 1970, festskrift tilegnet P.V. Glob på 60-årsdagen
- Kammerat Glob, festskrift redigeret af Harald Andersen, Per Skar og Lise Thorvildsen, Aarhus 1981
- Det skabende menneske, festskrift redigeret af Robert Egevang, Christian Ejlers, Birte Friis, Ole Højrup og Elisabeth Munksgaard, København 1981
- Den store gåde. Eventyret om P. V. Glob, af Christian Bernhardsen, København 1970, ISBN 87-414-3514-1.